# ブライキディス・ブラシオス
ブライキディス・ブラシオス（Vlaikidis Vlasios、1965年9月7日 - ）は、ギリシャ出身のプロバスケットボール・指導者。

## 来歴
高校卒業後、体育教員を経て、ノヴィサッド（セルビア）のアシスタントコーチとして指導を始め、元バスケットボール男子日本代表ヘッドコーチジェリコ・パブリセヴィッチなどのヨーロッパの名将と呼ばれる数々のヘッドコーチの元でアシスタントコーチを歴任、その後その経験を生かしヘッドコーチとしてギリシャ国内を中心にヘッドコーチとして活動。
2011年、bjリーグ・岩手ビッグブルズの初代ヘッドコーチに就任。2012年1月に家庭の事情で退任した。
2013年、bjリーグ・島根スサノオマジックHCに就任したものの、2014年1月地区最下位となったチームの責任をとらされる形で解任された。